# Sultán bin Bayad
Sultán bin Bayad bin Hamid Al-Utaibi (árabe: سلطان بن بجاد بن حميد العتيبي) fue un dirigente del movimiento Ijwán en Arabia Saudita. Este movimiento era el ejército virtual que fue apoyado por el rey Abdelaziz bin Saúd para construir su reino entre 1910 y 1927. Junto con su colega y amigo Fáisal Al-Dawish, dirigió los ejércitos tribales árabes en la ocupación de Haíl, Al-Hasa, Jizán, Asir, La Meca y Yeda. Fue analfabeto y muy religioso, fuerte creyente en los principios del salafismo. Luchó contra los enemigos del reino saudí, mientras los consideraba infieles y no creyentes.
Después de la ocupación de Hiyaz, el rey y muchos de los dirigentes Ijwán fueron a enfrentamientos sangrientos, cuando Saud quiso detener las incursiones exteriores de Arabia y concentrarse en las construcciones de la base un estado moderno. Al-Utaibi y sus asociados considerado esto un pecado y desafiaron los acuerdos, hechos por Ibn Saúd con los poderes británicos y vecinos. Bin Bayad llevó a una rebelión abierta contra el ejército de Ibn Saúd y continuó rechazando incluso después de la importante derrota de los rebeldes Ijwán en la Batalla de Sabilla.

## Muerte
Fue finalmente asesinado en Al-Artawíyah en 1931.